# Андреев, Алексей Дмитриевич
Алексе́й Дми́триевич Андре́ев — командир роты 237-го гвардейского стрелкового полка 76-й гвардейской стрелковой дивизии 61-й армии Центрального фронта, гвардии старший лейтенант, Герой Советского Союза.

## Биография
Родился 10 октября 1916 года, в посёлке Борисоглебка Убинской волости Каинского уезда Томской губернии (ныне Убинский район Новосибирской области), в крестьянской семье. Образование среднее.
В Красной Армии в 1936—38 годах и с января 1942 года. Работал в Ленском объединённом речном пароходстве. Окончил Сретенское военное пехотное училище в феврале 1943 года и был направлен на фронт.
Командир роты 237-го гвардейского стрелкового полка (76-я гвардейская стрелковая дивизия, 61-я армия, Центральный фронт) гвардии старший лейтенант Андреев 28 сентября 1943 года западнее села Мысы Репкинского района Черниговской области Украины в числе первых на подручных средствах организовал переправу роты на безымянный остров реки Днепр. Выбив фашистов с занимаемых позиций и быстро организовав оборону, рота Андреева дала возможность форсировать Днепр другим подразделениям полка. Фашисты пытались прорвать оборону, сорвать переправу наших войск. Рота отбила контратаку противника, уничтожив при этом до полусотни гитлеровцев и захватив двенадцать пулемётов, способствовала форсированию реки другими подразделениями полка.
Указом Президиума Верховного Совета СССР «О присвоении звания Героя Советского Союза генералам, офицерскому, сержантскому и рядовому составу Красной Армии» от 15 января 1944 года за «образцовое выполнение боевых заданий командования по форсированию реки Днепр и проявленные при этом мужество и героизм» старшему лейтенанту Андрееву Алексею Дмитриевичу присвоено звание Героя Советского Союза с вручением ордена Ленина и медали «Золотая Звезда» (№ 2940).
В январе 1945 года окончил курсы комсостава «Выстрел».
С 1946 года капитан А. Д. Андреев — в запасе. Жил в городе Ярославле, работал преподавателем в военном училище.
Скончался 19 октября 1949 года. Был похоронен на Леонтьевском гражданском кладбище, в 1994 году останки перезахоронены на Аллее Героев Воинского мемориального кладбища города Ярославля.
Награждён орденом Ленина, Александра Невского, Отечественной войны 2-й степени, медалью.
Память
Его именем был назван грузовой теплоход. На доме, где он жил в Ярославле (улица Трефолева, 13), установлена мемориальная доска.